# Анекдот о перестановке голов
«Анекдот о перестановке голо́в» — задуманное, но ненаписанное произведение русского писателя XIX века Фёдора Михайловича Достоевского. Замысел произведения возник у писателя в первой половине 1874 года до поездки или уже во время лечения в немецком Эмсе. Идея разоблачения спиритических чудес или перестановки голов двух друзей в том или ином виде упоминается в черновых записях писателя 1874—1876 годов.
В черновых записях к роману «Подросток» в 1874 году упоминается «весёлый рассказ об отрезанной голове», на написание которого писателя могли вдохновить популярные в XIX веке жития святых и поучения. В 1875 году Достоевский рассматривал возможность написания цикла анекдотического характера, в который бы вошёл данный рассказ. Впервые название «Анекдот о перестановке голов» встречается в рабочих материалах Фёдора Михайловича к февральскому номеру «Дневника писателя» за 1876 год.

## Достоевский в первой половине 1870-х
В первой половине 1870-х годов Фёдор Михайлович Достоевский пишет роман «Бесы», начинает работу над романом «Подросток», занимается «Дневником писателя». Замысел «Атеизма» в это время постепенно трансформируется в «Житие великого грешника». Движение художественной мысли писателя в это время отражается в его письмах. Находясь за границей, Достоевский не может «ощущать биение пульса жизни России», из-за чего всегда тоскует по родине, продолжает думать о своей стране, её отношениях с Западом и будущем. Переписка во время отъездов становится единственной связью писателя с Россией. Помимо этого, в письмах Достоевского обнаруживаются замыслы будущих публицистических статей из «Дневника писателя» о России и Западе.
11 июня 1874 года Достоевский приезжает на лечение в немецкий Эмс, откуда шлёт жене пространные повседневные отчёты. В его «Дневнике лечения в Эмсе» отражено состояние писателя на тот момент: «…на ночь кашлял и в груди хрипело. Ночью кошмарные сны», «ночью в груди моей хрипело, с сильным звуком, как в самое худое время прошлой зимой». Случались припадки эпилепсии. В Германии Фёдор Михайлович пробыл до 27 июля.

## Возникновение замысла

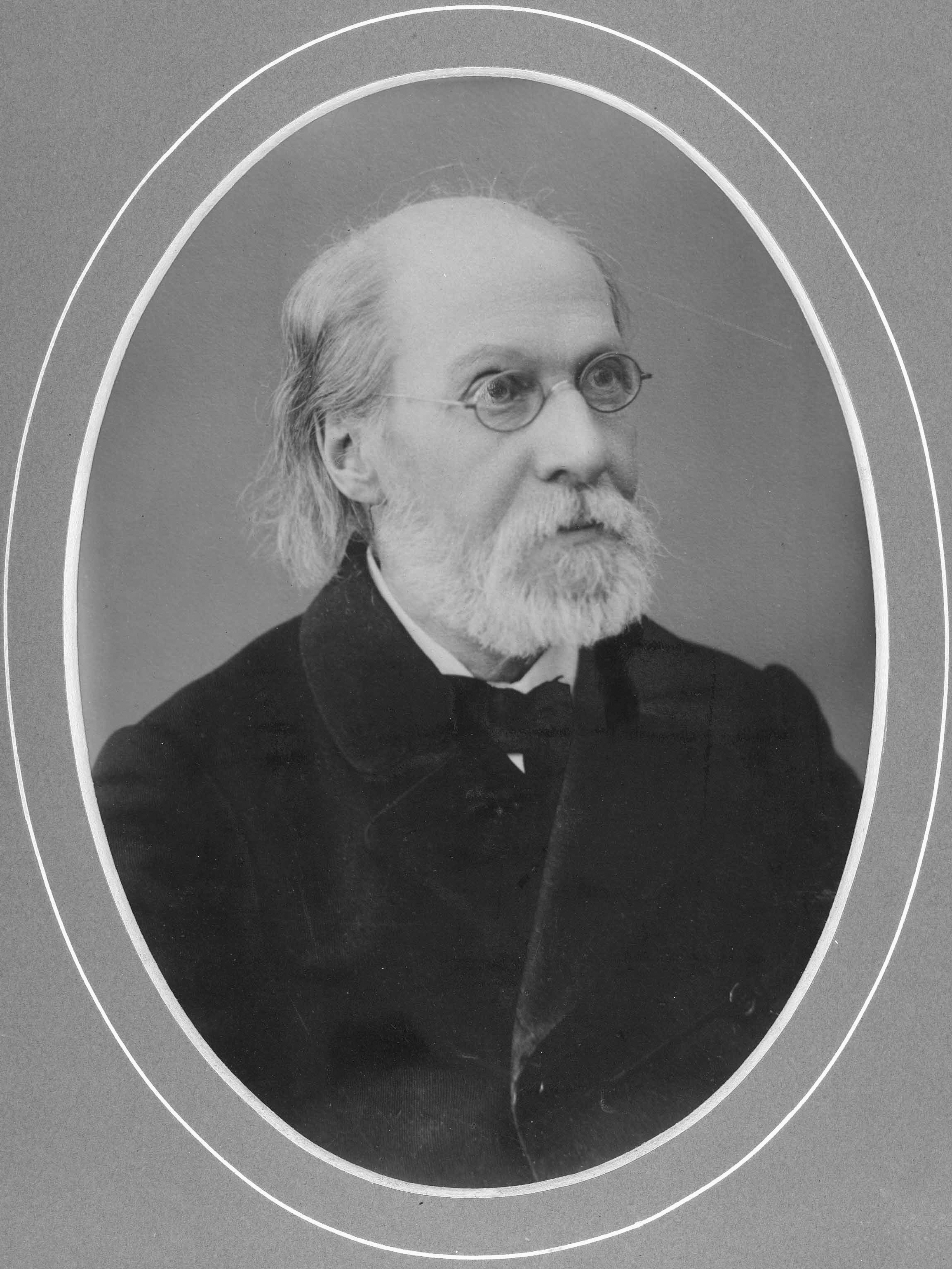
Николай Петрович Вагнер

По мнению исследователей творчества Достоевского, замысел произведения возник 22 июня 1874 года после прочтения письма от жены, Анны Григорьевны. В этом письме она рассказала Фёдору Михайловичу случай, произошедший с его сыном Федей. Когда у Анны Григорьевны болела голова, мальчик предложил поменяться головами, чтобы у него болела вместо матери: «Мама, перемени со мной голову <…> у меня пусть болит, зато у тебя не будет». В ответ Достоевский передаёт ей восторженную реакцию рассказом и просит больше писать о детях: «Пиши больше об детках. Я прочёл рассказ об мужике и Феде княжне Шаликовой, и она разахалась от восторга, равно как и о перемене голов».
Однако данный замысел в черновиках упоминается скорее негативно, что не совпадает с умилительным отношением к поступку сына. В то же время идея перестановки голов встречается и в более ранних черновых записях Достоевского. Исходя из этого, существует предположение литературоведов о независимости замысла «Анекдота о перестановке голов» от письма жены. В черновых записях к роману «Подросток» есть скептическая запись автора: «Маг у Дюссо <…> Переворот голов и проч. (Мальчик-лгун рассказывает это и говорит: „Я сам видел“)». Заметка датируется февралем-апрелем 1874 года, до поездки Достоевского на лечение в Эмс, и показывает возможную изначальную связь идеи с популярным в России с начала 1870-х годов спиритизмом.
У Достоевского в библиотеке было несколько книг раннего периода спиритизма с попытками его научной проверки. Американский спиритизм упоминается в написанном в то же время романе «Бесы». Позднее Достоевский был лично знаком с Николаем Петровичем Вагнером, пропагандистом спиритизма в России, и иронически обыграл данный предмет в романе «Подросток». «Я прочёл статью <…> она меня раздражила ещё более. Я решительно не могу, наконец, к спиритизму относиться хладнокровно» — писал Достоевский в годы существования замысла «Анекдота о перестановке голов».

## Последующие упоминания замысла
Замысел «анекдота о перестановке голов» в том или ином виде упоминается в черновых записях Достоевского 1874—1876 годов. Исследователи выделяют два основных варианта замысла: разоблачение спиритических чудес и перестановка голов двух друзей. Отмечалась и косвенная связь с такими произведениями Фёдора Михайловича, как «Господин Прохарчин», «Идиот» и «Братья Карамазовы».

### Весёлый рассказ об отрезанной голове
«… — Славянофилы и западники.

— Клевета на меня в „Иллюстрированной газете“. „Вешние воды“.

NB.NB. — (Непременно описать два-три приключения; походить кое-где.)

— Анекдот о перестановке голов.

— Извозчик, избивший профессора.

— Марей.

?— (Славянство и роль России. „Голос“, 16 января. Пятница.) …»
В начале августа 1874 года Достоевский, вернувшись из Эмса и «пробыв два-три дня в Петербурге, вернулся в Руссу», где снимает на зиму «чрезвычайно понравившуюся квартиру в нижнем этаже дачи <…> на оживлённой Ильинской улице». Здесь он продолжает работать над романом «Подросток», в черновых материалах которого 26—27 октября в очередной раз появляется идея с головами: «Мечты. Пророк. Невидимка. Стрела в глаз Наполеону. Весёлый рассказ об отрезанной голове. Как он хорошо это рассказал». По мнению филолога-достоевиста Арины Владимировны Архиповой, данная запись могла быть частично реализована в вошедшем в роман «Братья Карамазовы» рассказе о чудотворце, «которого мучили за веру, и когда отрубили ему под конец голову, то он встал, поднял свою голову и „любезно её лобызаше“, и долго шёл, неся её в руках…».
В библиотеке Достоевского имелись наиболее популярные в XIX веке жития святых и поучения святого Димитрия Ростовского: «Избранные жития святых, кратко изложенные по руководству Четьих-Миней по месяцам в 12 книгах». В упоминаемом рассказе Фёдор Михайлович подразумевал католического святого Дионисия Парижского. История с отрубленной головой встречается в сатирической пародийной поэме «Орлеанская девственница» Вольтера, написанной в 1762 году. Позже автор объяснял её происхождение следующим образом: «Этот добрый Денис (Дионисий) <…> епископ Парижский. Аббат Гилдуин был первый, кто написал, что этот епископ, будучи обезглавлен, нёс свою голову в руках от Парижа до самого аббатства, носящего его имя. Впоследствии на всех тех местах, где этот святой останавливался по дороге, были воздвигнуты кресты».
По мнению исследователей творчества Достоевского, связь между данным «весёлым рассказом об отрезанной голове» и замыслом «анекдота о перестановке голов» может быть чисто гипотетической. В частности, литературовед и достоевист Георгий Михайлович Фридлендер данные материалы считал несвязанными с замыслом «анекдота».

### Перемена голов
«— Кто же пожелат переменить голову с один товаришь на другого, тот платит еще 10 руб. за раз.

И голову поставил с большим сбережением и сказаль его другу: «Ложить-с». И его друг <…> сказаль: «Я очень боюсь, Карл Иваныч". <…>

— Так друг ваш и останется без вашей головы, а вы остались с вашей фальшивой головой.

И он всё дрожаль, и я его прогналь.»
Следующее упоминание замысла появляется в черновиках 9 марта 1875 года. В это время писатель также находился в Старой Руссе, продолжая разрабатывать персонажей и сюжетные линии для «Подростка». В записной тетради 1872—1875 годов появляется набросок замысла «Композитор» и план задуманных произведений «Странные сказки (сумасшедшего)»: «1) Перемена голов. 2) Чудеса в России. 3) Чудеса в Париже (длинная рука)…» Второй и третий пункты заметки, по мнению исследователей творчества Достоевского, показывают, что писатель снова планировал вернуться к теме спиритизма. При этом «Анекдот о перестановке голов» должен был стать уже одним из нескольких фельетонов задуманного цикла анекдотического характера.
В начале февраля 1876 года в рабочих материалах писателя впервые появляется набросок произведения с названием «Анекдот о перестановке голов». В окончательную версию романа «Подросток» также попало упоминание замысла, показывающее, что Достоевский не оставил идею изобразить спиритизм и шарлатанские сеансы: «А хозяин, как нарочно, пустился опять толковать о спиритизме <…> как один приезжий шарлатан, будто бы при всей публике, отрезывал человеческие головы, так что кровь лилась, и все видели, и потом приставлял их опять к шее, и что будто бы они прирастали, тоже при всей публике». В данном фрагменте, по мнению, исследователей, мог раскрываться смысл замысла «анекдота» на момент написания романа.
С апреля по октябрь 1876 года «перемена голов» в черновых записях Достоевского упоминается в связи с оставшейся нереализованной «Историей Карла Ивановича», которую писатель планировал поместить в роман «Мечтатель». Имитируя устный автобиографический рассказ, Достоевский задумывал создать образ старого чудака-немца, коверкающего русский язык и рассказывающего фантастическую историю о перестановке голов двух друзей.